# 陳曉鋒 (法律學者)
陳晓鋒博士，榮譽勳章（英語：Dr. Louis Chen Xiaofeng, M.H., 1989年12月10日—），籍貫廣東潮州，祖籍福建莆田。持有香港城市大學法學博士、國際經濟法法學碩士、行政人員工商管理碩士（Distinction），清華大學公共管理碩士和深圳大學法學學士學位。香港建制派人物，法律學者及青年創業家。曾任香港上市公司輝煌科技（08159.HK）執行董事。曾擔任香港城市大學研究生會會長。
陳晓鋒長期從事戰略研究、金融投資和業務協同等工作，對政策、法律、戰略研究和高級行政人員管理方面具有獨到見解，對國際投資環境尤其是PE/VC領域具有深入研究，熟悉香港及國際資本市場規則運作及公司治理，具有豐富的香港及內地公共管理經驗，熟悉香港及內地政府事務。陈晓锋和汉桥资本一起創業，是大众美团（03690.HK）的早期投资人之一。陳晓鋒於2017年開始投資並長期持有加密貨幣。
陳晓鋒2018年獲十大傑出新香港青年。2020年7月，陳晓鋒拟和江乐士在立法会选举夹攻迎战郭荣铿。2021年9月，陳晓鋒當選成為選舉委員會（第五屆別）委員。2021年12月，陳晓鋒以法律學者的身份參選法律界功能組別立法會議員。2022年9月，經十三屆全國人大常委會第三十六次會議表決通過為香港特別行政區第十四屆全國人大代表選舉會議成員。2024年7月，陳曉鋒博士獲香港特區政府頒發榮譽勳章（M.H.） （页面存档备份，存于）。

## 簡歷
陳晓鋒獲香港城市大學法學博士（Doctor of Juridical Science），主要研究領域為中國憲法和香港基本法、法學理論。2011年獲城大法律學院研究生獎學金赴美國哥倫比亞大學法學院擔任訪問學者，學習美國司法制度。2016年獲英國牛津大學Professor Rachel Murphy邀請在英國牛津大學中國中心擔任訪問學者，從事法學交叉學科研究。先後取得多個學術認可資格，包括：全國港澳研究會會員、香港基本法澳門基本法研究會理事、深圳大學港澳基本法研究中心兼職研究員、廣西南寧師範大學客座教授、深圳大學法律碩士校外導師、广东省法学会粤港澳大湾区建设港澳法治人才库专家、深圳市海外高层次人才（孔雀人才）、深圳市南山区和宝安区青年发展智库首批特聘专家、国际贸易促进委员会深圳调解中心专家调解员等。
2018年獲十大傑出新香港青年，以深圳市海外高層次人才（孔雀人才）身份投身科創行業，在深圳市創辦人工智能初創企業敢愛科技有限公司，管理深圳北站港澳青年創新創業中心並擔任首席科學家兼法律顧問。深圳北站港澳青年创新创业中心位于深圳北站汇德大厦第12、13层，面积约5000平方米，有众创、孵化、路演、会议、休闲等五大功能区域，设置一站式政务服务窗口、多功能厅、同心驿站等配套空间，面向港澳青年提供政策咨询、项目培育、政务服务等服务。陳晓鋒投資並擔任灣趣APP創始人兼首席執行官（2018-2022）。
2018年，陳晓鋒和深圳大學的老師、同學一起創辦廣東夢海律師事務所並擔任高級顧問，於2023年10月與香港謝偉俊律師行簽署開辦聯營所協議，夢海謝偉俊（前海）聯營律師事務所於2023年12月正式成立，陳晓鋒擔任首席執行官。
2019年，陳晓鋒加盟GroupBuyer並擔任聯合創辦人兼首席科學家。GroupBuyer 成立於2010年，是一個以團購及優惠券起家的電子平台。透過手機、社交媒體或門市專賣店，客戶可以輕鬆體驗網購、零售、餐飲、美容、消閒娛樂、教育及生活資訊。過去十年，GroupBuyer已累積Facebook專頁上接近50萬名粉絲及超過70萬名真實網購用戶，受到廣大消費者歡迎。於2024年2月賣出所有股份。
陳晓鋒身兼香港多項公職，包括香港特區選舉委員會（第五界別）成員、元朗區（天水圍南及屏廈）分區委員會副主席 （页面存档备份，存于）、政務司市政服務上訴委員會小組成員、民政事務局上訴委員會（床位寓所）委員（2018-2024）、民政事務局上訴委員會（社會-房產安全）委員（2018-2024）、民政事務局上訴委員會（旅館業）委員（2018-2024）、教育局課程發展議會STEAM教育常務委員會委員(2020-2023)、教育局小學人文科專責委員會委員、渔业持续发展基金咨询委员会委员、元朗地區服務及關愛發展基金副主席、元朗慈祐關愛隊副隊長和聯合國兒童基金會香港委員會宣傳和公共關係委員等。在內地公職方面，陳晓鋒擔任中華全國青年聯合會委員、湖南省青年聯合會常務委員、北京市政協港澳台僑工作顧問、广州市天河区港澳青年之家发展咨询委员会委员等。
陳晓鋒也獲邀成為多個社會團體的核心或主要成員，包括就是敢言名譽主席、執行主席兼研究總監、香港再出发大联盟联合发起人、治港新政成员、香港基本法教育協會副會長（2021-2023）、香港法學交流基金會秘書長、國際公益法律服務協會咨詢委員會委員、粵港澳大灣區青年協會榮譽顧問、國際潮籍博士聯合會秘書長、國際潮青聯合會副會長、香港北京社團總會理事、香港深圳青年總會名譽會長、汕頭市海外聯誼會常務理事兼名譽會長、國際法商精英會副主席、香港潮屬社團總會會董、華南師大附中香港校友會名譽理事、元創青年監事長、香港青少年教育發展聯會會長、香港華菁會會員等。